# Wilgsla
Wilgsla (Lactuca saligna) is een eenjarige of tweejarige plant, die behoort tot de composietenfamilie (Asteraceae). De soort staat op de Nederlandse Rode Lijst van planten als niet meer aanwezig in Nederland, maar komt nog wel in Zuid-Limburg voor. De soort komt voor van Europa tot Voor-Azië en Midden-Azië en is vandaaruit verspreid naar Noord-Amerika, Zuid-Amerika en Australië. Het aantal chromosomen is 2n = 18.
De plant wordt 20-60 cm hoog, vormt een penwortel en heeft vaak verticaal staande bladeren. De kale, witachtige stengel is vaak aan de voet bezemvormig vertakt. De middelste en bovenste stengelbladeren zijn lijnvormig met een gave rand en een stengelomvattende pijlvormige voet. De onderste bladeren zijn vaak bochtig getand tot veerspletig.

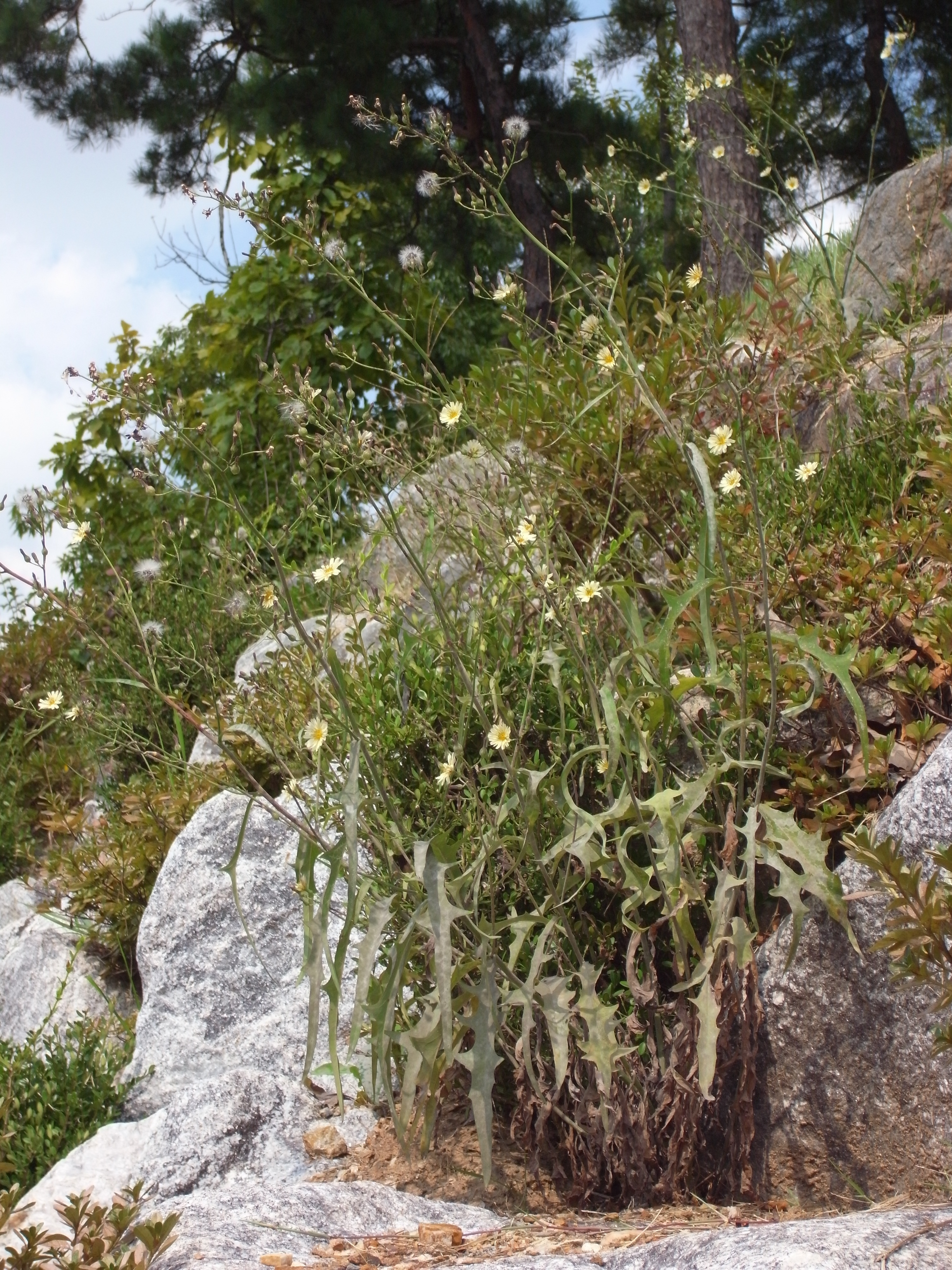
Plant

De plant bloeit in juli en augustus met gele bloemen in bijna zittende 9-11 mm grote hoofdjes met groene omwindselblaadjes, die in een aarachtige tros zitten.
De vrucht is een donkerbruin, 5-8 mm lang nootje met een witte snavel en zeven of acht ribben.

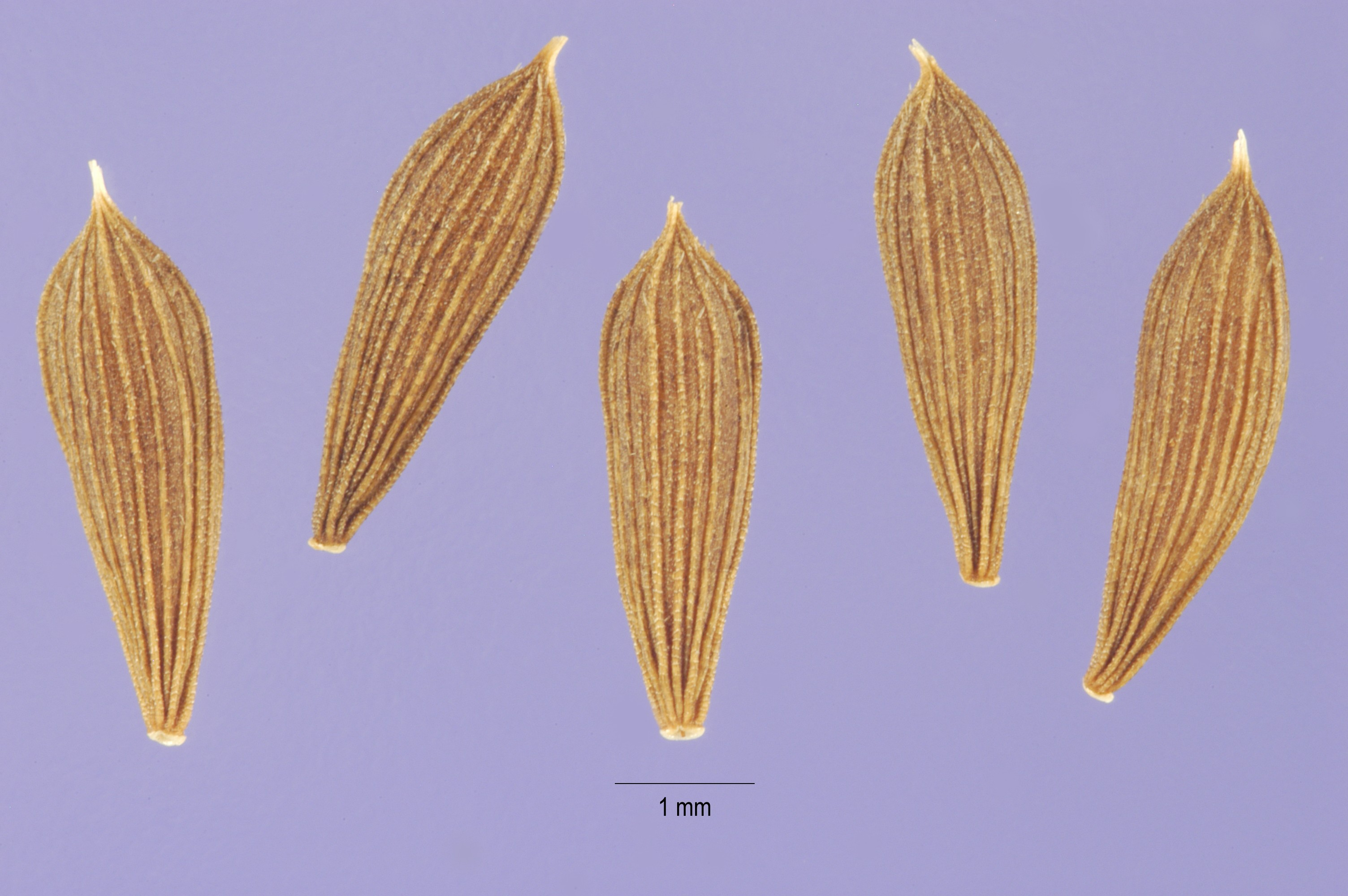
Nootjes

Wilgsla kwam vroeger in Nederland voor op dijken in het kustgebied en tegenwoordig in Zuid-Limburg.